# Ley de trabajadoras de casa particular
La Ley de trabajadoras de casa particular o Ley N°. 20786 es una ley de Chile que protege a los trabajadores de casa particular en Chile. Fue promulgada el 27 de octubre de 2014, modificando el Código del Trabajo.